# キューティーハニー THE LIVE Vocal Album METAMORPHOSES
『キューティーハニー THE LIVE Vocal Album METAMORPHOSES』（キューティーハニー ザ・ライブ ボーカル・アルバム メタモルフォーゼス）は、テレビドラマ『キューティーハニー THE LIVE』のボーカル・アルバム。2008年3月12日にLantisから発売された。

## 概要
ワイルド三人娘が歌う『キューティーハニー THE LIVE』オープニング主題歌「キューティーハニー」のSweet Euro Honey REMIX!とWild&Honey 12inch MEGAMIXに収録されて、栗林みな実・結城アイラなどランティスアーティストに続きエンディング主題歌・挿入歌と特別エンディング主題歌でも担当している。

## 収録曲
1. アウトサイダー [5:03]
  - 作詞：谷山紀章／作曲・編曲・バンドマスター：飯塚昌明／歌：GRANRODEO
2. 吐息 Scarlet... [4:28]
  - 作詞：こだまさおり／作曲・編曲：大久保薫／歌：結城アイラ
3. キューティーハニー 〜Sweet Euro Honey REMIX!〜 [3:32]
  - 作詞：クロード・Q／作曲：渡辺岳夫／編曲：渡辺剛／歌：ワイルド三人娘・来兎
4. I lost the place [3:34]
  - 作詞：畑亜貴／作曲・編曲：黒須克彦／歌：美郷あき
5. Flash the Night [4:09]
  - 作詞：遠藤正明／作曲・編曲：鈴木マサキ／歌：遠藤正明
6. 蒼夜曲 セレナーデ [4:08]
  - 作詞・作曲：尾崎亜美／編曲：影山ヒロノブ／歌：奥井雅美
7. Follow you 〜君とともに〜 [4:32]
  - 作詞・作曲：影山ヒロノブ／編曲：須藤賢一／歌：影山ヒロノブ
8. the Last Land [3:40]
  - 作曲・編曲：Project Childe〜
9. Out Sider 〜BREAK to FLAME MIX〜 [5:02]
  - 作詞：谷山紀章／作曲・バンドマスター：飯塚昌明／歌：A-bee
10. キューティーハニー 〜Wild&Honey 12inch MEGAMIX〜 [6:07]
  - 作詞：クロード・Q／作曲：渡辺岳夫／編曲：渡辺剛／歌：ワイルド三人娘・来兎